# Kommlingen
Kommlingen ist ein Ortsteil der Stadt Konz im Landkreis Trier-Saarburg in Rheinland-Pfalz.

## Geographie
Der Ort liegt auf der Hochfläche eines Berges und ist der höchstgelegene Stadtteil von Konz. Er liegt südöstlich der Kernstadt. Die Saar fließt weiter westlich ihrer Einmündung in die Mosel entgegen.
Nachbarorte sind neben der Kernstadt Konz die nordöstlich bis südöstlich gelegenen Stadtteile Niedermennig, Obermennig, Krettnach und Oberemmel, sowie die Ortsgemeinden Wiltingen und Kanzem im Südwesten.

## Geschichte

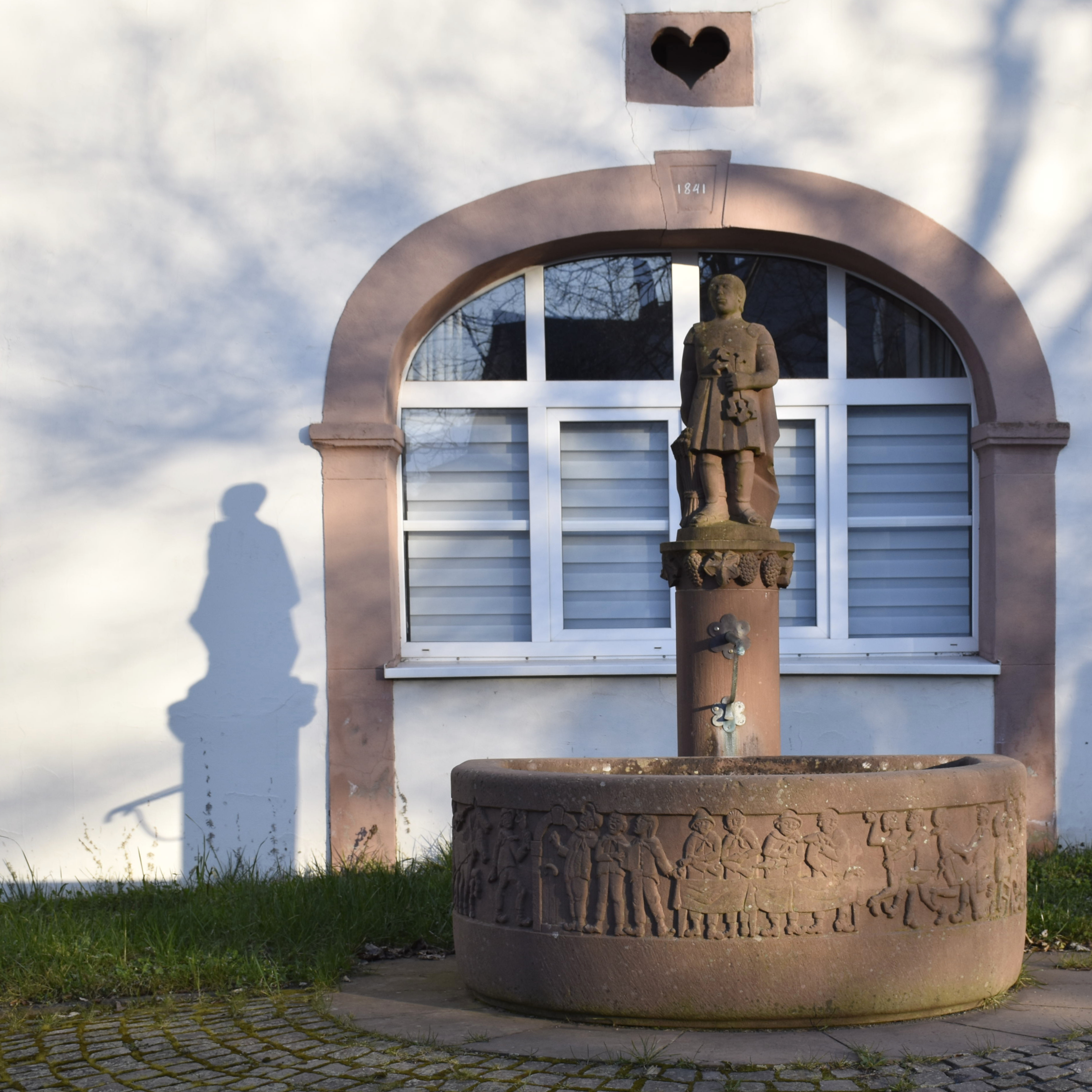
Donatusbrunnen am Dorfplatz

Kommlingen wird urkundlich erstmals 975 als Cumelingen erwähnt. Der Name weist auf mögliche keltische Wurzeln hin. Für die römische Zeit ist etwa 400 Meter nordöstlich des heutigen Ortes eine Villa rustica nachgewiesen.
Während der Zugehörigkeit zu Kurtrier war Kommlingen (Comblingen) dem Amt Saarburg zugeordnet. Durch die Folgen des Dreißigjährigen Kriegs und der Pest wies das Dorf 1645 nur noch wenige Einwohner auf.
Nach der Inbesitznahme des Linken Rheinufers durch französische Revolutionstruppen war der Ort von 1798 bis 1814 Teil der Französischen Republik (bis 1804) und anschließend des Französischen Kaiserreichs. Nach der Niederlage Napoleons kam Kommlingen 1815 aufgrund der auf dem Wiener Kongress getroffenen Vereinbarungen zum Königreich Preußen. Der Ort wurde der Bürgermeisterei Konz im Landkreis Trier des Regierungsbezirks Trier zugeordnet, die 1822 Teil der neu gebildeten Rheinprovinz wurden.
Als Folge des Ersten Weltkriegs gehörte die gesamte Region zum französischen Teil der Alliierten Rheinlandbesetzung. Nach dem Zweiten Weltkrieg gehörte Kommlingen zu den Gemeinden der französischen Besatzungszone, die im Februar 1946 an das Saarland angeschlossen wurden, im Juni 1947 aber auch zu den Orten des Landkreises Saarburg, die wieder zurückgegliedert und Teil des damals neu gebildeten Landes Rheinland-Pfalz wurden.
Am 7. Juni 1969 wurde im Zuge der Verwaltungsreform in Rheinland-Pfalz die bisher selbständige Gemeinde Kommlingen mit zu diesem Zeitpunkt 231 Einwohnern in die Stadt Konz eingemeindet.
In den 1970er Jahren wurde im Rahmen der Dorferneuerung auch der Dorfplatz neu gestaltet und 1988 der vom Bildhauer Willi Hahn geschaffene „Hochzeitsbrunnen“ oder „Donatusbrunnen“ aufgestellt. Die verschiedenen Bemühungen wurden 1993 durch den Sieg im rheinland-pfälzischen Wettbewerb Unser Dorf soll schöner werden / Unser Dorf hat Zukunft gewürdigt.

## Politik

### Ortsbezirk
Kommlingen ist gemäß Hauptsatzung einer von fünf Ortsbezirken der Stadt Konz. Der Ortsbezirk umfasst das Gebiet der ehemaligen Gemeinde. Die Interessen des Ortsbezirks werden durch einen Ortsbeirat und durch einen Ortsvorsteher vertreten.

### Ortsbeirat
Der Ortsbeirat besteht aus sieben Mitgliedern, die bei der Kommunalwahl am 9. Juni 2024 in einer personalisierten Verhältniswahl gewählt wurden, und dem ehrenamtlichen Ortsvorsteher als Vorsitzendem.
Die Sitzverteilung im Ortsbeirat:
| Wahl | SPD | CDU | FWG (*) | Gesamt  |
| ---- | --- | --- | ------- | ------- |
| 2024 | –   | 3   | 4       | 7 Sitze |
| 2019 | 2   | 2   | 3       | 7 Sitze |
| 2014 | 3   | 3   | 1       | 7 Sitze |
| 2009 | 3   | 3   | 1       | 7 Sitze |
| 2004 | 3   | 3   | 1       | 7 Sitze |

### Ortsvorsteher
Lorenzo Mastrocesare wurde 2004 Ortsvorsteher von Kommlingen. Bei der Direktwahl am 26. Mai 2019 wurde er mit einem Stimmenanteil von 57,49 % und am 9. Juni 2024 als einziger Bewerber mit 64,1 % jeweils für weitere fünf Jahre in seinem Amt bestätigt.

## Kultur und Sehenswürdigkeiten
In der Denkmalliste des Landes Rheinland-Pfalz (Stand: 2021) werden zwei Kulturdenkmäler genannt:
- Römisch-katholische Filialkirche St. Donatus und St. Katharina, Saalbau im Rundbogenstil (1862)
- Quereinhaus, Mitte des 18. Jahrhunderts (Umbau im 19. Jahrhundert)

Siehe auch: Liste der Kulturdenkmäler in Konz.

## Wirtschaft und Infrastruktur
Durch Kommlingen verläuft die Kreisstraße 136, die Richtung Norden zur nahgelegenen Landesstraße 138 führt. Die B 268 verläuft weiter entfernt östlich vorbei. 